# AW II
AW II es el segundo y último disco de estudio de la banda estadounidense de rock experimental Ataxia. Fue lanzado al mercado el 29 de mayo de 2007 mediante la disquera Record Collection. Este álbum contiene cinco canciones del total de diez grabadas en la única sesión de estudio realizada por la banda, en enero de 2004, apareciendo las cinco restantes en el primer disco de la agrupación, Automatic Writing.
En diciembre de 2006, una copia del álbum se filtró a través de Internet, sin embargo, existen varias diferencias entre la versión liberada en la red y la versión final de la disquera. Entre los principales cambios están la adición de efectos de sonidos, el reordenamiento de las pistas, así como también el cambio en el nombre de algunas canciones. Tras su publicación, hubo pocas copias físicas de AW II, por lo que el álbum fue reeditado una última vez, el 26 de octubre de 2009.

## Lista de canciones
1. "Attention" – 11:46
2. "Union" – 4:37
3. "Hands" – 4:04
4. "The Soldier" – 10:04
5. "The Empty's Response" – 6:15

## Personal
Las siguientes personas contribuyeron a la elaboración del álbum de estudio AW II:

### Banda
- John Frusciante – guitarra, sintetizador, voz
- Joe Lally – bajo
- Josh Klinghoffer – batería, sintetizador, voz ("The Empty's Response")

### Personal de grabación
- John Frusciante - productor
- Ryan Hewitt - ingeniero de sonido, mezclas
- Dave Collins - masterización

### Arte del álbum
- Lola Montes - fotografía
- Mike Piscitelli - diseño
- John Frusciante - diseño